# Hirlatz (Berg)
Der Hirlatz ist eine Berggruppe im Norden des Dachsteinmassivs, die die drei Gipfel Hinterer Hirlatz (1972 m), Mittlerer Hirlatz (1985 m) und Vorderer Hirlatz (1934 m) umfasst. Der Begriff Hirlatz wird dabei häufig als Synonym für den Vorderen Hirlatz verwendet, da dieser von Hallstatt aus gesehen dominiert.

## Geographie

### Lage und Umgebung
Die Berge flankieren den Hallstätter See. Nordseitig bricht der Stock über die Hirlatzwand in das Echerntal ab.

## Geologie
Der Berg besteht, wie das ganze Dachsteinmassiv, zum großen Teil aus Dachsteinkalk. Im Inneren des Berges findet sich Hirlatzmarmor, eine rote marmorierte Variante dieses Kalkes.
Neben einigen kleinen Höhlen findet sich hier auch die gleichnamige Riesenhöhle Hirlatzhöhle.

## Flora, Fauna, Name
Hauptsächlich findet man am Hirlatz Latschen und Kiefern. Der Name Hirlatz stammt entgegen einer landläufigen Sage wohl von Hiero (Priester) und altgriechisch λίθος lithos, deutsch ‚Stein‘ und würde in etwa Heiliger Stein bedeuten.